# UB125 (潜水艦)
UB125は、ドイツ海軍のUBIII型潜水艦（Uボート）、沿岸用小型潜水艦。

## 艦歴
1917年2月28日に建造が計画され、ブレーメンのヴェーザー社で1917年7月19日に起工。1918年4月16日に進水し、1918年5月18日に竣工した。
第一次世界大戦では哨戒任務を2回行い、以下の戦果を挙げた。
- 1918年
  - 8月29日 - 北緯52度09分 西経06度03分 / 北緯52.150度 西経6.050度のタスカ岩南西7.1km地点付近でスペイン貨物船アテセリ・メンディ（Alexeri Mendi、2,424トン）を雷撃により撃沈。
  - 8月30日 - 北緯50度27分 西経05度22分 / 北緯50.450度 西経5.367度のゴッドレビー付近で米貨客船オネガ（Onega、3,636トン）を雷撃により撃沈。
  - 9月1日 - 北緯51度45分 西経06度30分 / 北緯51.750度 西経6.500度のセントジョージ海峡で英貨物船アクター（Actor、6,208トン）を雷撃により撃破[1]。
  - 9月3日 - 北緯50度34分 西経05度06分 / 北緯50.567度 西経5.100度のトレボース岬北西6.5km地点付近でポルトガル貨物船ブラヴァ（Brava、3,184トン）を撃沈。
  - 9月3日 - 北緯50度32分 西経05度08分 / 北緯50.533度 西経5.133度のトレボース岬西北西6.5km地点付近で米貨物船レイク・オーエンス（Lake Owens、2,308トン）を撃沈。
  - 9月4日 - 北緯50度53分 西経04度41分 / 北緯50.883度 西経4.683度のランディ島南方33km地点付近でノルウェー貨物船ボグスタッド（Bogstad、1,589トン）を雷撃により撃沈。
  - 9月12日 - ノルウェーのローガラン県リンデスネス沖の北海で漂流していたデンマークスクーナー帆船スキョルド（Skjord、166トン）を撃沈[2]。

1918年11月20日、戦争終結によりハリッジで投降し、連合軍に接収された。
1918年12月14日、日本に割り当てられ、19日に受領。〇六潜水艦（仮称）と改名された。
1919年（大正8年）1月10日、駆逐艦柏に曳航されてハリッジを出港するも、同日1600、ドーバー沖で柏の曳航索滑り止め用金具が破損して曳航不能となったため引き返し、1813にダウンスに到着。16日に自力でダウンスを出港し、17日にポートランドに到着。
試運転の後、2月18日にポートランドを出港。ブレストを経由してスペインのフェロールに向かう途中の26日、機械と潜舵軸が故障するも、無事27日にフェロールに到着。
3月2日、フェロールを出港し、ジブラルタルを経由して16日にマルタ島に到着。18日、工作艦関東が受領。補給の後、4月8日に第二特務艦隊の手によってマルタ島を出港。途中で補給を受けながらアレクサンドリア、ポートサイド、アデンを経由し、29日1015に駆逐艦柏と会合。5月7日にコロンボに到着。補給の後、10日にコロンボを出港。ペナン、シンガポールを経由。6月4日1230からは駆逐艦梅に曳航され、7日に馬公に到着。補給の後、11日に馬公を出港し、館山を経由して18日に横須賀に到着し整備を受ける。
日本海軍籍には編入されず、整備の後潜水艦の実験や訓練等に利用された。
1921年（大正10年）に佐世保海軍工廠にて艤装解体工事が行われたが、船体は解体されず、そのまま保管された。
1925年（大正14年）12月26日、雑役船に編入され、橋船に指定されて公称第2630号に改名された。橋船とは雑役船(交通船)の発着場、あるいは浮桟橋として使用される船のことで、公称第2630号は佐世保海軍工廠に配属された。
第一次世界大戦での活動で、6隻(13,307トン)を撃沈し、1隻(6,082トン)に損傷を与えた。

## 艦長
U125
- フリッツ・シューベルト(Fritz Schubert) 海軍大尉：1918年5月18日 - 1918年7月20日
- ヴェルナー・ファーター(Werner Vater) 海軍中尉：1918年7月21日 - 1918年11月11日

〇六潜水艦
- 樋口修一郎 海軍大尉：1919年1月7日 - 1919年3月18日
- 有本彰 海軍大尉：1919年3月18日 - 1919年7月24日